# Thoiry (Ain)
Thoiry is een gemeente in het Franse departement Ain (regio Auvergne-Rhône-Alpes). De plaats maakt deel uit van het arrondissement Gex. Thoiry telde op 1 januari 2022 6.356 inwoners.
Op 17 september 1926 vond in hotel Léger te Thoiry een gesprek plaats tussen Aristide Briand en Gustav Stresemann over de Duitse herstelbetalingen na de Eerste Wereldoorlog.

## Bekende inwoner
De Nederlandse filmregisseur Fons Rademakers woonde de laatste jaren van zijn leven in Thoiry.

## Geografie
De oppervlakte van Thoiry bedroeg op 1 januari 2022 28,93 vierkante kilometer; de bevolkingsdichtheid was toen 219,7 inwoners per km².
De onderstaande kaart toont de ligging van Thoiry met de belangrijkste infrastructuur en aangrenzende gemeenten.

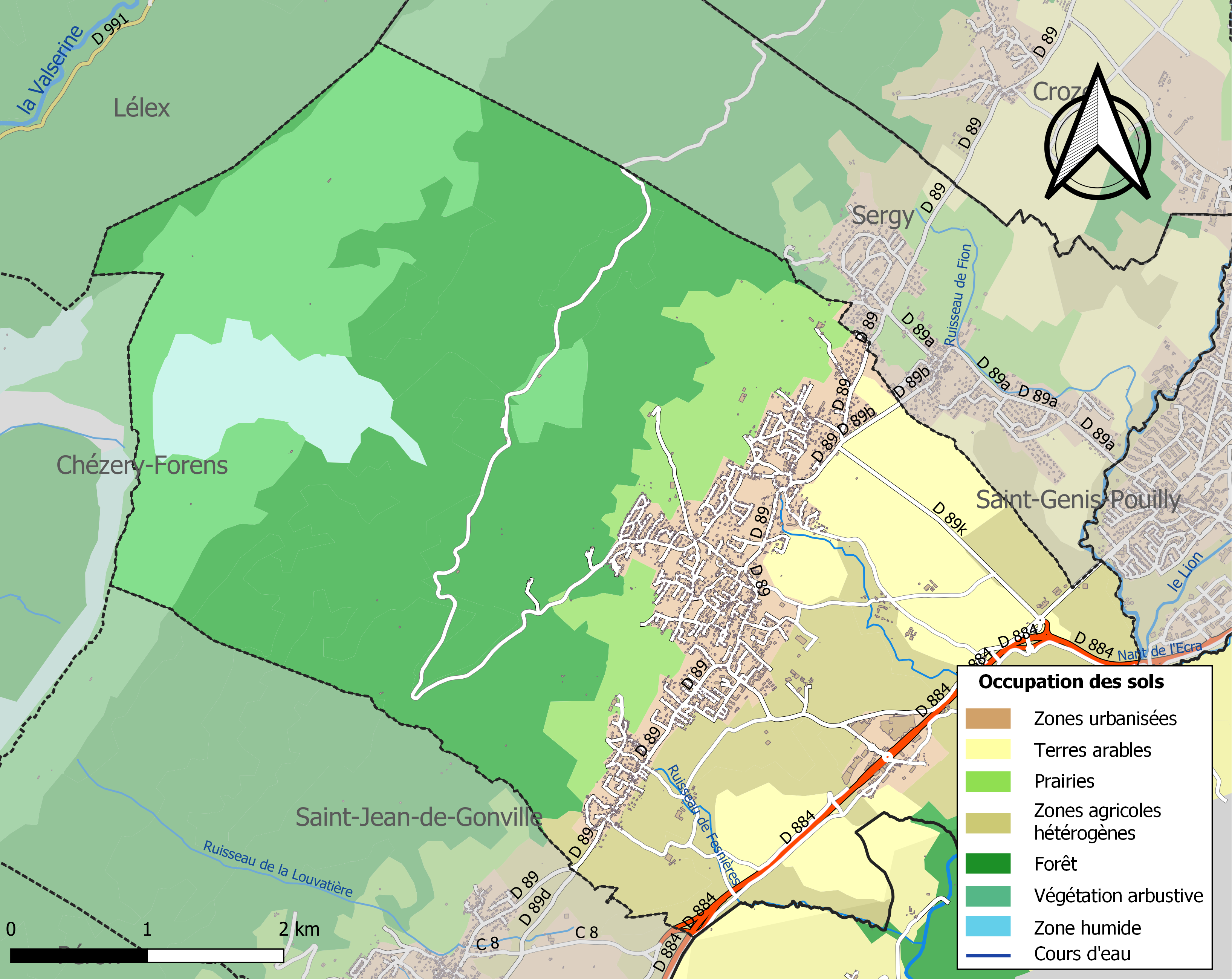

## Demografie
Onderstaande figuur toont het verloop van het inwonertal (bron: INSEE-tellingen).
Vanwege een beveiligingsprobleem met de MediaWiki Graph-software is het momenteel niet mogelijk deze grafiek weer te geven. Zodra de software is bijgewerkt zal de grafiek vanzelf weer zichtbaar worden.